# Nattens dæmoner
Nattens dæmoner er en amerikansk overnaturlig horrorfilm fra 2013, der er instrueret af James Wan. Patrick Wilson og Vera Farmiga har hovedrollerne som Ed og Lorraine Warren, to efterforskere af paranormale hændelser. Deres rapporter er inspireret af Amityville Horror. Warren-parret hjælper Perron familien (Ron Livingston og Lili Taylor), der oplever stigende foruroligende begivenheder i deres gård på Rhode Island i 1971.
Nattens dæmoner blev udgivet i USA og Canada den 19. juli 2013 og i Storbritannien og Indien den 6. august 2013. Filmen indtjente mere end 318 millioner dollars på verdensplan, mens filmens budget blot lå på 20 millioner dollars, hvilket gør filmen til en af de mest indbringende rædselsfilm nogensinde.

## Plot
I 1968 fortæller to unge kvinder og parret Ed og Lorraine Warren om deres erfaringer med en dukke kaldet Annabelle, der menes at være hjemsøgt.
I 1971 flytter Roger og Carolyn Perron ind i en forfalden gård i Harrisville, Rhode Island med deres fem døtre Andrea, Nancy, Christine, Cindy og April. Under den første dag, går deres indflytning glat, selvom deres hund Sadie nægter at komme ind i huset, og en af døtrene finder en klynget op til indgangen til en kælder.
Et par paranormale begivenheder sker inden for de første par nætter, herunder alle at urene stopper ved nøjagtig samme tid, og Sadie bliver fundet død i baghaven. Den nat, bliver Nancy og Christine vækket, da en ånd smækker døren og siger: "Jeg vil have din familie død."
En nat er Carolyn ved lægge vasketøj sammen, da hun hører nogen klappe i gangen. Da hun går hen for at efterforske det, falder alle billedrammerne langs væggen ned og splinters på gulvet. Hun går nedenunder efter lyden af latter og finder kælderdøren, som åbnes langsomt. Da hun går ind for at undersøge det, er hun fanget af ånden, som klapper ved siden af hende, da hendes tændstik flimrer ud. I samme øjeblik, bliver Andrea og Cindy angrebet af en ånd i garderobeskabet.
Carolyn beslutter at kontakte de paranormale efterforskere Ed og Lorraine Warren, der indvilliger i at påtage sig sagen. De har for nylig afsluttet en sag, der involverer en besat dukke kaldet Annabelle. Parret Warren foretager en indledende undersøgelse og konkluderer, at huset kan kræve en eksorcisme, men at de har brug for tilladelse fra den katolske kirke og yderligere beviser, før de kan fortsætte.
Mens de efterforsker historien om huset, opdager Ed og Lorraine, at huset engang tilhørte en anklaget heks, Bathsheba (en slægtning til Mary Eastey), som ofrede sin uge-gamle barn til djævelen og begik selvmord i 1863, efter at hun forbandede alle, der ville tage hendes jord. Ejendommen var engang mere end 200 hektar stort, men er siden blevet delt op i mindre parceller. De findes rapporter om talrige mord og selvmord i de huse, der engang var en del af ejendommen.
Ed og Lorraine tager tilbage til huset for at indsamle beviser, så de kan modtage en tilladelse til eksorcismen.
Cindy går ind i Andreas værelse og afslører en hemmelig passage bag garderobeskabet. Lorraine går ind i passagen og falder gennem gulvbrædderne i kælderen, hvor hun ser en ånd af en kvinde, som Batseba for længst havde besat, og brugt til at dræbe sit barn. En anden af Perron-børnene, Nancy, bliver voldsomt trukket i hendes hår langs gulvet af en usynlig kraft.
Perron-familien beslutter at søge tilflugt på et hotel, mens Ed og Lorraine tager deres beviser til Kirken for at arrangere en eksorcisme. Mens Warren-parret er på vej hjem, bliver deres datter Judy overfaldet i deres eget hjem af ånden fra Batseba, sammen med Annabelle-dukken. Ed ankommer i tide til at forhindre hende i at blive skadet.
Carolyn, nu besat af ånden fra Batseba, tager to af hendes døtre, Christine og April, og kører tilbage til huset. Ed, Lorraine, Roger, og to assistenter haster til huset, hvor de finder Carolyn der forsøger at stikke Christine ned med en saks. Efter at have overmandet Carolyn og bundet hende til en stol, beslutter Ed selv, at udføre eksorcismen. Carolyn undslipper og forsøger at dræbe April, som der gemmer sig under gulvbrædderne. Lorraine i stand til midlertidigt at distrahere den besatte Carolyn fra at dræbe sin datter, ved at minde hende om en særlig hukommelse hun delte med sin familie, så Ed kan fuldføre eksorcismen, hvilket sparer Carolyn og Aprils liv.
Vel vendt hjem, fortæller Lorraine Ed at præsten, som de søgte tilladelse for eksorcisme hos, havde ringet tilbage og efterlod en besked, som siger, at han havde fået godkendelse fra den katolske kirke til at udføre eksorcisme. Ud over dette har han også en anden sag for dem at undersøge på Long Island.

## Medvirkende
- Vera Farmiga som Lorraine Warren
- Patrick Wilson som Ed Warren
- Lili Taylor som Carolyn Perron
- Ron Livingston som Roger Perron
- Shanley Caswell som Andrea Perron
- Hayley McFarland som Nancy Perron
- Joey King som Christine Perron
- Mackenzie Foy som Cindy Perron
- Kyla Deaver som April Perron
- Shannon Kook som Drew Thomas
- John Brotherton som Brad Hamilton
- Sterling Jerins som Judy Warren
- Marion Gayot som Georgiana Moran
- Steve Coulter som Father Gordon
- Joseph Bishara som Bathsheba
- Morganna May som Debbie
- Amy Tipton som Camilla
- Christof Veillon som Maurice
- Lorraine Warren som kvinde i publikum

## Produktion

### Udvikling
Logo fra teaser trailer
Udvikling begyndte for over 20 år siden, da Ed Warren spillede et bånd af Lorraine oprindelige interview med Carolyn Perron for producer Tony DeRosa-Grund. DeRosa-Grund lavede en optagelse af Warren, som afspillede båndet og deres efterfølgende diskussion. Ved slutningen af båndet, sagde Warren til DeRosa-Grund; "Hvis vi ikke kan gøre dette til en film jeg ved ikke, hvad vi kan." DeRosa-Grund derefter beskrev sin vision af filmen for Ed.
DeRosa-Grund skrev den oprindelige behandling og gav titlen Nattens dæmoner til projektet. For næsten 14 år forsøgte han at få filmen lavet uden nogen succes. Han landede en aftale om at lave filmen på Gold Circle Films, produktionsselskabet bag The Haunting in Connecticut, men en kontrakt kunne ikke afsluttes, og handlen blev droppet.
DeRosa-Grund allierede sig med producer Peter Safran, og forfatterene Chad og Carey Hayes blev bragt om bord for at forfine manuskriptet. Ved brug DeRosa-Grund af behandling og Ed Warrens bånd, ændrede Hayes-brødrene historiens synspunkt fra Perron-familien til Warren-parret. Brødrene interviewede Lorraine Warren mange gange over telefonen for at afklare detaljer. I midten af 2009 blev filmen genstand for en budkrig, der landede filmen ved Summit Entertainment. Men DeRosa-Grund og Summit kunne ikke afslutte transaktionen og filmen gik i ombud. DeRosa-Grund genetableret samarbejdet med New Line Cinema, der havde mistet filmen i den oprindelige budkrig, men som i sidste endte med filmen. Den 11. november 2009 blev en aftale mellem New Line og DeRosa-Grund Evergreen Media Group.

## Eksterne Henvisninger
- Nattens dæmoner på Internet Movie Database (engelsk)
- Nattens dæmoner på Filmdatabasen
- Nattens dæmoner på Scope
- Nattens dæmoner i Svensk Filmdatabas (svensk)
- Nattens dæmoner på AlloCiné (fransk)
- Nattens dæmoner på MovieMeter (nederlandsk)
- Nattens dæmoner på AllMovie (engelsk)
- Nattens dæmoner på Turner Classic Movies (engelsk)
- Nattens dæmoner på The Movie Database (engelsk)
- Nattens dæmoner på Rotten Tomatoes (engelsk)